# ورقة جديدة (فلم)
ورقة جديدة (بالإنجليزية: A New Leaf) فيلم كوميديا سوداء أمريكي لعام 1971 من تأليف وإخراج إيلين ماي في أول ظهور لها، والفيلم مأخوذ من القصة القصيرة «القلب الأخضر» لجاك ريتشي. الفيلم من بطولة النجوم: إيلين ماي، والتر ماثو، وجاك ويستون، وجورج روز، وجيمس كوكو، ودوريس روبرتس. اشتهرت المخرجة ماي، قبل الفيلم، بتعاونها كمخرجة كوميدية في المسرح مع المخرج الخريج مايك نيكولز، وبالنسبة لهذا الفيلم، استعانت ماي بالدكتور دومينيك باسيلي، أستاذ علم النبات في جامعة كولومبيا. كتب الدكتور باسيلي سطورًا نباتية دقيقة في النص وقدم المعدات النباتية التي شوهدت في الفيلم.
حقق الفيلم نجاحًا كبيرًا عند صدوره الأول، ومع ذلك، وعلى الرغم من العديد من الجوائز، والترشيحات للجوائز، وتشغيل راديو سيتي ميوزيك هول، كان أرباح «ورقة جديدة» سيئًة في شباك التذاكر، ولا يزال غير معروف لعامة الناس. يعتبر الآن مذهب سينمائي كلاسيكي، وفي عام 2019، اختارت مكتبة الكونغرس الفيلم ليتم حفظه في السجل الوطني للأفلام لكونه «مهمًا ثقافيًا أو تاريخيًا أو جماليًا».

## طاقم التمثيل
والتر ماثاو: في دور هنري جراهام
إيلين ماي: في دور هنريتا لويل
جاك ويستون: في دور آندي ماكفرسون
جورج روز: في دور هارولد
جيمس كوكو: في دور العم هاري
دوريس روبرتس: في دور السيدة تراجيرت
رينيه تايلور: في دور سالي هارت
ديفيد دويل: في دور ميل
وليام ريدفيلد: في دور بيكيت
مارك جوردون: في دور جون
جراهام جارفيس: في دور بو
جيس أوسونا: في دور فرانك
فريد ستيوارت: في دور السيد فون رينسيلر
روز أريك: في دور غلوريا كونليف 

## أحداث الفيلم
يعيش هنري جراهام (والتر ماثاو)، ابن العائلة الارستقراطية الثرية، حياة فتى مستهتر، وقد أنفق ميراثه بالكامل، وأصبح غير قادر على إعالة نفسه. يرفض عمه هاري (جيمس كوكو) إقراضه أي أموال أخرى. يقترح خادمه هارولد (جورج روز) على هنري أن يتزوج امرأة ثرية. وحيث أن هنري عليه سداد قرض قيمته 50000 دولار خلال ستة أسابيع فقط، يصبح عليه للعثور على عروس غنية وسداد المال، وإلا فإنه يجب عليه التنازل عن جميع ممتلكاته لعمه.
يبدأ اليأس عندما تفشل محاولات هنري للقاء رفيقة مناسبة، ومع بقاء أيام قليلة على موعد السداد، يلتقي هنري بالوريثة الخجولة هنريتا لويل (إيلين ماي)، أستاذة علم النبات، وهي ثرية وبلا أهل، ومع ذلك، فإن محامي هنريتا المشبوه والمحتال آندي ماكفرسون (جاك ويستون) يمثل مشكلة، وهو يحاول فضح أمر هنري وأنه يريدها فقط للاستيلاء على مالها. تتزوج هنريتا من هنري وفي شهر العسل، تكتشف هنريتا نوعًا غير معروف من السرخس.
كانت فكرة القتل لا تفارق رأس هنري الذي يتولى مسؤولية حياة زوجته ويعيد تنظيم موظفي أسرتها، الذين كانوا يستغلون خجلها وسذاجتها بالكامل ويتقاسمون أرباحهم مع محاميها السابق. يتعلم هنري أيضًا كيفية إدارة الحسابات والعقارات الشاسعة، وحيث أن هنريتا غير منظمة تمامًا فقد أصبحت ترحب بتوجيهات هنري. تكتشف هتريتا أيضًا أنه حاصل على بكالوريوس في التاريخ، ولكنه غير راغب في الحصول على وظيفة تدريس في الجامعة التي تعمل بها، حتى يتمكنوا من البقاء معًا طوال الوقت. عندما تم تأكيد سرخس هنريتا كنوع جديد ونادر، سمته «السوفلا جراهامي» ليقترب من اسم زوجها هنري جراهام.
تدعو هنريتا زوجها للانضمام إليها في رحلة القارب الخاصة بها إلى اديرونداكس في رحلتها الميدانية السنوية. يرى هنري أن هذه فرصة للتخلص من هنريتا في منطقة نائية بدون شهود، ولكن قبل أن يتمكن من التخلص منها ينقلب قاربهم. يسبح هنري إلى الشاطئ، لكن هنريتا تخبره أنها لا تستطيع السباحة. أخبرها هنري أن تتخلى عن السجل الذي تتشبث به وسوف ينقذها، بينما كان يفكر في أن يتركها لمصيرها، ولكن نظرة يقع على السرخس الذي سمته هنريتا باسمه. ويدرك أنه يحبها، وينقذها ويستسلم لمصيره غير المتوقع كرجل متزوج، متعهداً بأنه سيكون دائماً موجوداً لرعايتها. 

## استقبال الفيلم
لاقى الفيلم استحسان النقاد حيث حصل على أعلى تصنيف بأربع نجوم من الناقد روجر إيبرت، الذي وصف الفيلم بأنه: «مرح ومبهج ودافئ، فيلم مغرور بلطف يذكر على الأقل تقليدان مختلفان للكوميديا السينمائية الأمريكية... المشروع بأكمله متأثر بجنون رائع ومدرك». وضع الناقد جين سيسكل الفيلم في المرتبة الثانية على قائمة أفضل أفلام عام 1971. اعتبارًا من يونيو 2019، منح موقع الطماطم الفاسدة الفيلم تقييم مقداره 100% بناءاً على آراء 34 ناقداً فنياً.
فاز الفيلم بتقدير المجلس الوطني لحفظ الأفلام بالولايات المتحدة الأمريكية 2019 وتم حفظه في سجل الأفلام الوطني.
ترشح الفيلم للجائزة العالمية الذهبية (جولدن جلوب) عام 1971 لجوائز أفضل فيلم وأفضل ممثلة (إيلين ماي).
ترشح لجائزة نقابة الكتاب الأمريكية لأفضل فيلم مأخوذ من مصدر أدبي آخر.

## روابط خارجية
- مقالات تستعمل روابط فنية بلا صلة مع ويكي بيانات